# Ногейра (Вила-Реал)
Ногейра (порт. Nogueira) — населённый пункт и район в Португалии, входит в округ Вила-Реал. Является составной частью муниципалитета Вила-Реал. По старому административному делению входил в провинцию Траз-уж-Монтиш и Алту-Дору. Входит в экономико-статистический субрегион Доуру, который входит в Северный регион. Население составляет 708 человек на 2001 год. Занимает площадь 5,01 км².
Покровителем района считается Апостол Пётр (порт. São Pedro).